# Montserrat (Ribera Alta)
Montserrat, també conegut com a Montserrat d'Alcalà, és un municipi del País Valencià que es troba a la comarca de la Ribera Alta.

## Geografia

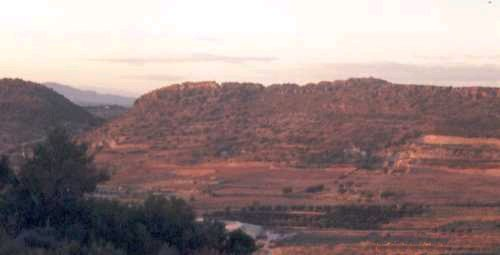
Serra del Castellet

Està situat als peus de la muntanya del Castellet i la serra del Castellet, en un xicotet tossal que s'anomena en l'actualitat l'Era Alta. El terme municipal es troba en la denominada Vall dels Alcalans: antiga comarca històrica que s'integrà posteriorment a la Ribera Alta com a subcomarca i que estava formada pels municipis de Montserrat, Montroi, Real de Montroi, Llombai, Torís, Alfarb i Catadau.
El riu Magre fa de límit natural amb el terme de Montroi al llarg de 3.600 metres i aboca les aigües al riu Xúquer. L'altitud del seu terme municipal oscil·la entre les quotes de 130 i 235 metres sobre el nivell del mar.
El terme municipal de Montserrat limita amb Llombai, Montroi, Real de Montroi i Turís (a la mateixa comarca), i amb Picassent i Torrent (a l'Horta Sud). S'arriba a Montserrat des de València, a través de la CV-405.

## Història
A la serra del Castellet i a ambdós costats del Portell s'han trobat ferramentes i atuells de l'edat de bronze. Així mateix, també al Castellet i a la zona de l'Algroix hi ha restes d'edificis romans. Va ser una alqueria i fortalesa islàmica.
L'imperi almoràvit va començar a tenir problemes de cohesió tan aviat i ràpidament com anteriorment s'havia produït la seva aparició. Aquesta circumstància l'aprofità Alfons el Bataller, que va pactar aliances amb musulmans reticents als nous califes almoràvits, amb la intenció d'ocupar Balansiya (València). Es va produir llavors una resposta per part dels almoràvits que van portar del Marroc un exèrcit per fer front a aquesta aliança. La batalla va tenir lloc el 1129 al Castell dels Alcalans, i d'en ella es va produir la derrota dels almoràvits.
Fou donada per Jaume I el 1240 a Eximén de Tovià, segons consta en el Llibre del Repartiment on apareix en llatí el nom del poble com Monteserratu. El 1245 Joan Brusca li va atorgar la carta pobla. El 1307 el senyoriu recau en la família Pérez de Zapata i es va mantindre en les seues mans fins al 1763, quan va passar a ser propietat de la família Villahermosa. Després de l'expulsió dels moriscos l'any 1609, vint moriscos es convertiren al cristianisme i hi romangueren junt amb els repobladors catalans i aragonesos que vingueren amb la nova carta pobla de 1611.

## Economia
L'activitat econòmica predominant de Montserrat és l'agricultura. Els cultius més importants del poble han sigut tradicionalment els de secà, tant de vinyes com de garroferes, però hui dia són molts els camps que tenen com a únic cultiu els tarongers regats pel sistema de gota a gota. No obstant això, s'ha de tindre en compte que bona part dels habitants treballa fora de la població, dedicats al sector terciari o al de la construcció. A la Cooperativa es produïx la mistela denominada Mistela Nova, que s'exporta a tot l'Estat.

## Demografia
La proximitat a la ciutat de València ha afavorit un creixement demogràfic considerable en el segle XXI.
| Evolució demogràfica des de 1842 Censos de població | Evolució demogràfica des de 1842 Censos de població | Evolució demogràfica des de 1842 Censos de població |
| --------------------------------------------------- | --------------------------------------------------- | --------------------------------------------------- |
|                                                     |                                                     |                                                     |
|                                                     |                                                     |                                                     |
|                                                     | Font: Institut Nacional d'Estadística               |                                                     |

| 1990  | 1992  | 1994  | 1996  | 1998  | 2000  | 2002  | 2004  | 2006  | 2007  | 2008  | 2010  |
| ----- | ----- | ----- | ----- | ----- | ----- | ----- | ----- | ----- | ----- | ----- | ----- |
| 2.523 | 2.578 | 2.771 | 2.762 | 2.958 | 3.157 | 3.364 | 4.091 | 4.921 | 5.452 | 6.089 | 6.784 |

## Política i Govern

### Composició de la Corporació Municipal
El Ple de l'Ajuntament està format per 13 regidors. En les eleccions municipals de 28 de maig de 2023 foren elegits 4 regidors del Partit Socialista del País Valencià (PSPV-PSOE), 4 del Partit Popular (PP), 2 de Vox, 2 de Compromís per Montserrat (Compromís) i 1 de l'Agrupació Independent General d'Urbanitzacions i Associacions (AIGUA).
| Eleccions municipals de 28 de maig de 2023 - Montserrat                                                                           |                                                               |                                     |                                     |        |          |          |
| Candidatura | Candidatura                                                   | Candidatura                         | Cap de llista                       | Vots   | Vots     | Regidors |
| | Partit Socialista del País Valencià-PSOE                      |                                     | Josep Maria Mas i Garcia            | 1 264  | 31,2%    | 4 (-1)   |
| | Partit Popular                                                |                                     | Sergio Vilar Campos                 | 1 180  | 29,1%    | 4 (+1)   |
| | Vox                                                           |                                     | Juan José Rández Martínez           | 647    | 15,9%    | 2 (+2)   |
| | Compromís per Montserrat                                      |                                     | Anna Campos Climent                 | 511    | 12,6%    | 2 ()     |
| | Agrupació Independent General d'Urbanitzacions i Associacions |                                     | Joaquín Vicente Belenguer Gómez     | 397    | 9,8%     | 1 (-1)   |
| | Altres candidatures                                           |                                     |                                     | 58     | 1,4%     | 0 ( -1)  |
| | Vots en blanc                                                 |                                     |                                     | 43     | 1,05%    |          |
| Total vots vàlids i regidors | Total vots vàlids i regidors                                  | Total vots vàlids i regidors        | Total vots vàlids i regidors        | 4 101  | 100 %    | 13       |
| | Vots nuls                                                     | Vots nuls                           | Vots nuls                           | 59     | 1,42%    |          |
| Participació (vots vàlids més nuls)                                                                                               | Participació (vots vàlids més nuls)                           | Participació (vots vàlids més nuls) | Participació (vots vàlids més nuls) | 4 160  | 64,30%** |          |
| Abstenció | Abstenció                                                     | Abstenció                           | Abstenció                           | 2 310* | 35,70%** |          |
| Total cens electoral | Total cens electoral                                          | Total cens electoral                | Total cens electoral                | 6 470* | 100 %**  |          |
| Alcalde: Sergio Vilar Campos (PP) (01/12/2023) Per majoria absoluta dels vots dels regidors (4 vots del PP, 2 de Vox i 1 d'AIGUA) |                                                               |                                     |                                     |        |          |          |
| Fonts: JEC, JEZ València, Generalitat Valenciana. (* No són vots sinó electors. ** Percentatge respecte del cens electoral.)      |                                                               |                                     |                                     |        |          |          |

### Alcaldes
Des de desembre de 2023 l'alcalde de Montserrat és Sergio Vilar Campos, qui va presentar una moció de censura contra Josep Maria Mas i Garcia del PSPV-PSOE, qui ja va ser alcalde entre 1999 i 2007 amb la formació Gent d'Esquerres (GE).
| Període                       | Alcalde o alcaldessa                         | Partit polític | Data de possessió     | Observacions        |
| ----------------------------- | -------------------------------------------- | -------------- | --------------------- | ------------------- |
| 1979–1983                     | José Llacer Gimeno                           | PSPV-PSOE      | 19/04/1979            | --                  |
| 1983–1987                     | José Llacer Gimeno                           | PSPV-PSOE      | 28/05/1983            | --                  |
| 1987–1991                     | José Campos Sesé                             | PSPV-PSOE      | 30/06/1987            | --                  |
| 1991–1995                     | Antonio Campos Oliva                         | PP             | 15/06/1991            | --                  |
| 1995–1999                     | Antonio Campos Oliva                         | PP             | 17/06/1995            | --                  |
| 1999–2003                     | Josep Maria Mas i Garcia                     | GE             | 03/07/1999            | --                  |
| 2003–2007                     | Josep Maria Mas i Garcia                     | GE             | 14/06/2003            | --                  |
| 2007–2011                     | Laura Sanjuán Campos                         | PP             | 16/06/2007            | --                  |
| 2011–2015                     | Josep Maria Mas i Garcia                     | PSPV-PSOE      | 11/06/2011            | --                  |
| 2015–2019                     | Josep Maria Mas i Garcia                     | PSPV-PSOE      | 13/06/2015            | --                  |
| 2019-2023                     | Josep Maria Mas i Garcia                     | PSPV-PSOE      | 15/06/2019            | --                  |
| Des de 2023                   | Josep Maria Mas i Garcia Sergio Campos Vilar | PSPV-PSOE PP   | 17/06/2023 01/12/2023 | Moció de censura -- |
| Fonts: Generalitat Valenciana |                                              |                |                       |                     |

## Monuments d'interés
El poble conserva la fesomia morisca amb els típics carrers i atzucacs torts i estrets.
- Castell dels Alcalans, també anomenat Castell d'Alcalà o Castellet de Montserrat. Construït pels àrabs sobre un emplaçament ibèric. Tingué molta importància en època taifal. Actualment, està declarat Bé d'Interés Cultural i es conserven alguns trossos de la muralla i dels fonaments de les torres.
- Església de la Mare de Déu de l'Assumpció. D'estil herrerià, va ser construïda el 1637. Alberga diverses imatges i obres d'art.
- El Pòsit. Antic edifici agrícola, de 1792. Actualment és la Biblioteca Pública.
- Escoles Velles. De 1889. Actualment estan dedicades a diferents activitats públiques.
- Barri de l'Era Alta. Tossal des d'on es pot albirar una vista panoràmica del municipi.

## Llocs d'interés natural

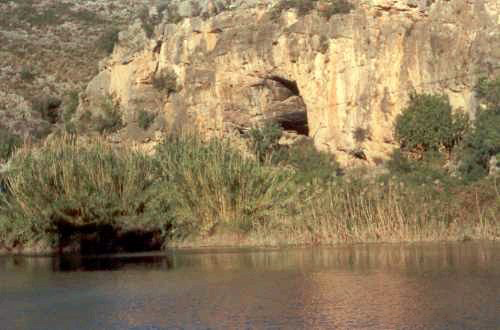
Cova Fumada

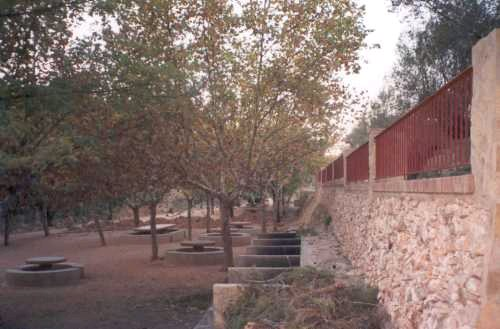
Font del Pantà

Hi ha diversos paratges naturals com ara la Serra del Castellet, que per la seua morfologia, en forma de dents de serra, diuen que podria donar nom al poble; la Cova Fumada, on es poden observar aus migratòries; o les fonts del Pantà, lloc d'esbarjo al redós d'un antic embassament del XVII; la de la Querència i les de Birlongo i la de la Soroixa entre les quals es poden trobar fòssils.

## Cultura i festes
Les festes majors són el 23 d'abril, Sant Vicent Ferrer, i el 16 d'agost, Sant Roc, la principal del poble. A més, al mes d'agost també té lloc la Setmana Internacional de Música de Cambra, on tots els anys actuen prestigiosos musics de tot el món de música clàssica. Hi tenen lloc activitats diverses, com ara concerts nocturns a la plaça de l'Església (lloc de privilegiada acústica per la seua morfologia) cursets de perfeccionament musical, concursos de composició musical i de grups de cambra, conferències i diverses activitats paral·leles. Este festival se celebra des dels anys huitanta i és un referent cultural, ja que és un dels pocs d'eixa categoria al País Valencià.

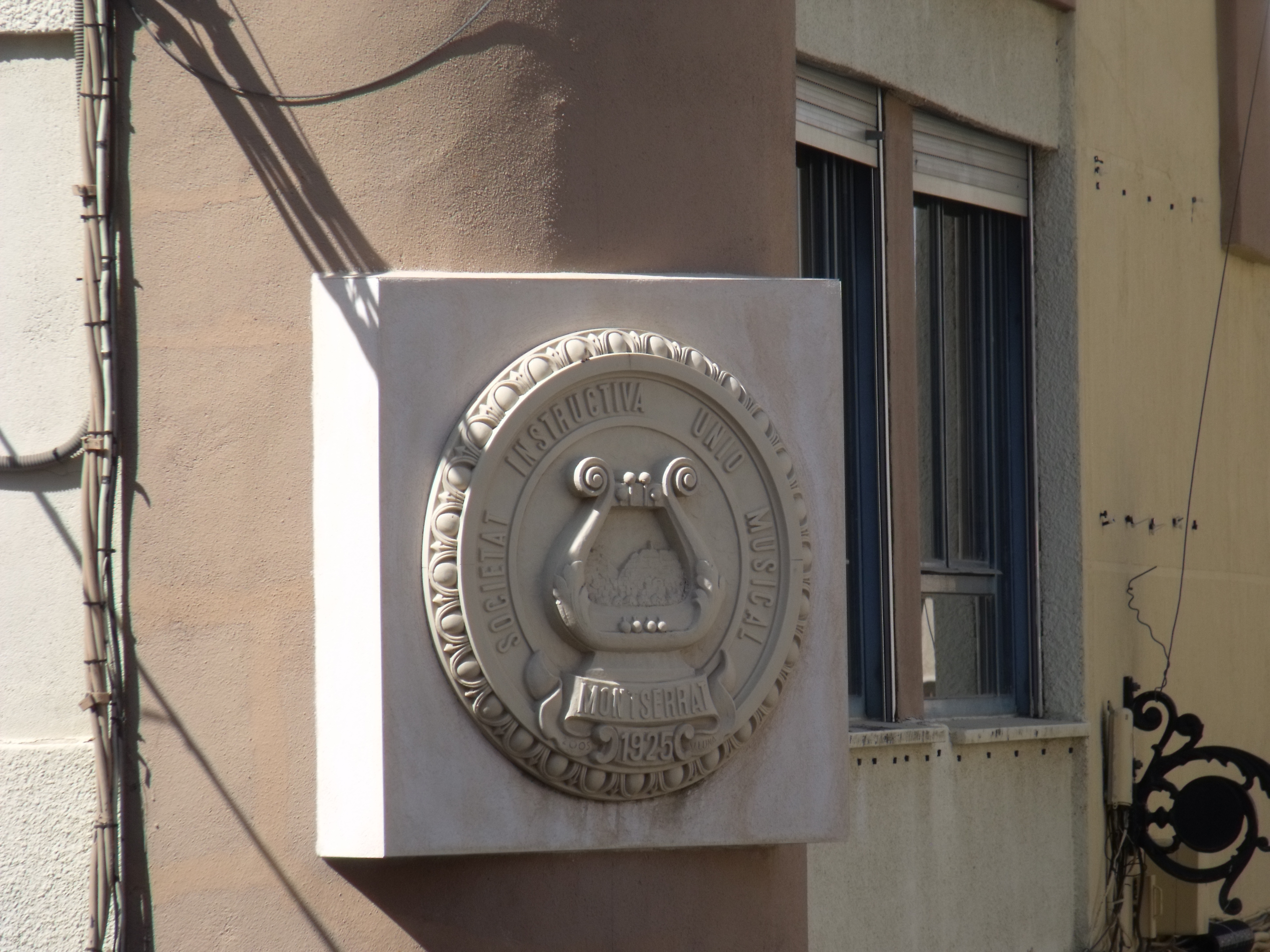
Escut de la Unió Musical.

La Societat Instructiva Unió Musical de Montserrat és l'agrupació simfònica de vent del poble.
A Montserrat, com a altres pobles del País Valencià, es planten falles, però el detall que les caracteritza és que es fan dos diumenges després de Sant Josep.

## Persones destacades
- Salvador Hervàs Llàcer, conegut esportivament com a Voro (Montserrat, 1967), pilotari.
- Kenya Racaile, cantant.[9]
- Marc Gimeno Sánchez, conegut esportivament com a Marc de Montserrat (Montserrat, 1994), pilotari.